# Fronta oslobođenja Mozambika
Fronta oslobođenja Mozambika (portugalski: Frente de Libertação de Moçambique, skraćeno FRELIMO) je vladajuća politička stranka u Mozambiku. Osnovana je 25. lipnja 1962. godine. Djelovala je kao nacionalistički pokret koji se borio za neovisnost Portugalske Istočne Afrike (port. África Oriental Portuguesa). Sjedište pokreta je bilo u Dar es Salaamu od 1962. do 1975., a od 1975., nakon kraja rata za neovisnost 1974. i ispregovarane neovisnosti, u Maputu. 
Nastala je spajanjem triju stranaka, MANU, UDENAMA i UNAMIJA (União Africana de Moçambique Independente). 
25. lipnja 1962. uz ohrabrenje od CONCP-a i Juliusa Nyererea, UDENAMO, MANU i UNAMI (União Africana de Moçambique Independente) su se ujedinili čime je nastao FRELIMO. Osnivači su Eduardo Mondlane i Samora Machel. Na prvom kongresu FRELIMA u Dar es Salaamu kasnog rujna 1962., Eduardo Mondlane je izabran za predsjednika. 
Današnji čelnik FRELIMA je Filipe Nyusi. U Vijeću republike (Assembleia da República) drže 144 od 250 mjesta. Slogan je Jedinstvo, kriticizam, jedinstvo Boja stranke je crvena. Mladeška organizacija je Organizacija mozambičke mladeži (Organização da Juventude Moçambicana). Politički pripada lijevom centru. Zastupa ideologije demokratskog socijalizma i marksizma-lenjinizma (1977. – 89.)
Članica je Socijalističke internacionale i Bivših osloboditeljskih pokreta južne Afrike (Former Liberation Movements of Southern Africa) (FLMSA).
Kad je izbio građanski rat u Mozambiku 1977., komunističke snage predstavljala stranka FRELIMO, a antikomunističke, točnije konzervativce, RENAMO. Uzrok ratu bio je dolazak komunista na vlast, priklonjenih Sovjetskom Savezu, i pobuna antikomunista protiv komunista. Antikomuniste je financirao južnoafrički apartheidski režim koji je godinama financirao pokrete koji su destabilizirali Mozambik. FRELIMO je vodio ondašnji predsjednik Joaquim Chissano, a RENAMO Samora Machel. Chissano je bio 1960-ih djelovao u Parizu i predstavljao FRELIMO. Zapamćen je kao tih i blagoglagoljiv diplomat koji je želio pomiriti umjerene i radikalne frakcije unutar stranke.
Nacionalna himna komunističke Narodne Republike Mozambika napisana je u čast Frelima, Viva, Viva a FRELIMO.
4. listopada 1992., FRELIMO i RENAMO potpisali su Rimski opći mirovni sporazum, čime je završen taj građanski rat.